# Krijgsgevangenenkamp Soltau

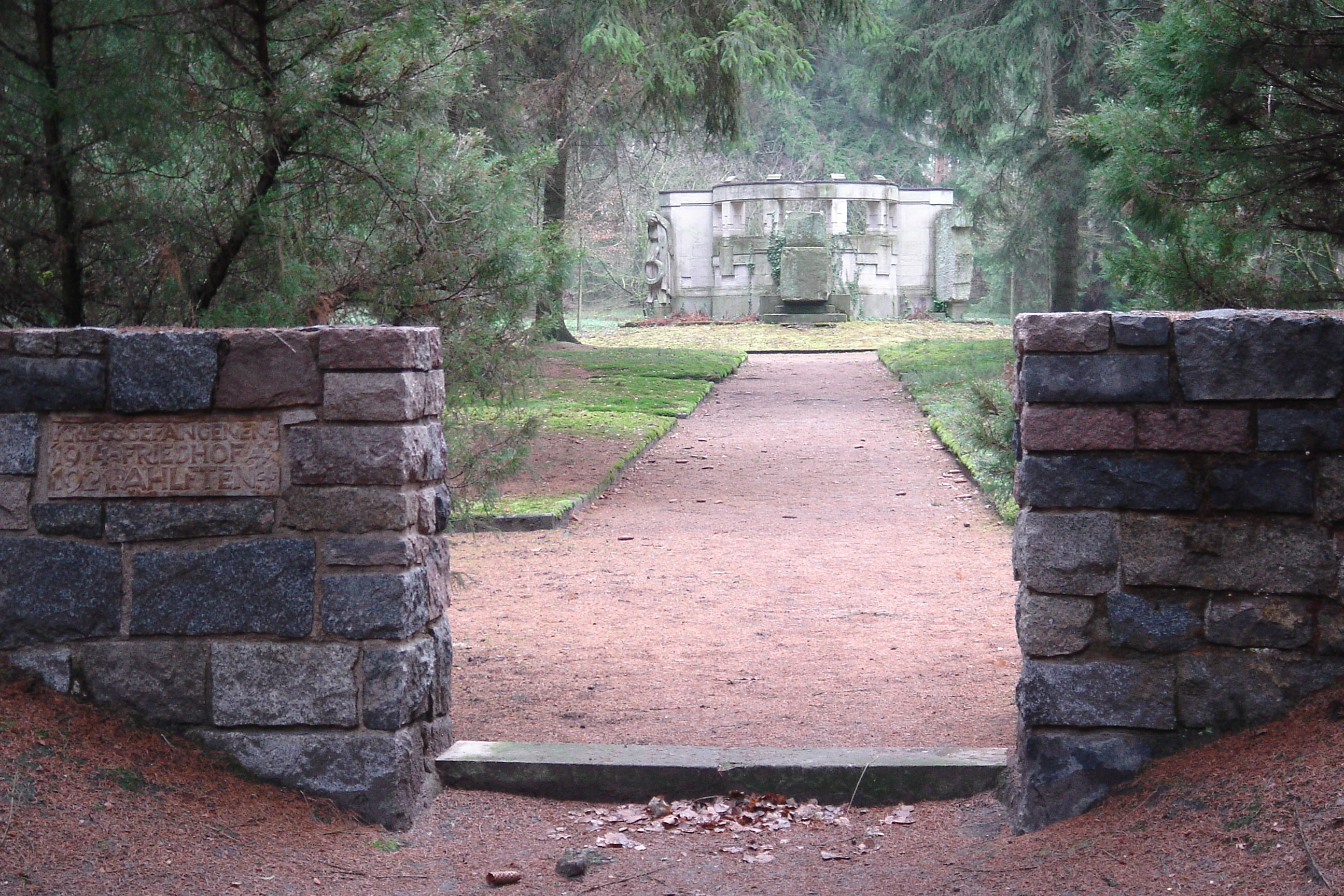
ingang van de gevangenenbegraafplaats

Het kamp Soltau was het grootste Duitse krijgsgevangenenkamp tijdens de Eerste Wereldoorlog en bestond in feite uit twee aangrenzende kampen, met in het totaal meer dan 70 barakken. De twee kampen waren omgeven door één omheining maar van elkaar gescheiden door een toegangsweg achter de hoofdpoort. De meeste Belgische krijgsgevangenen kwamen in dit kamp terecht.
Het kamp werd gebouwd in de winter 1914-1915 op grondgebied van het gehucht Friedrichseck en had meer dan 70 barakken. De eerste gevangenen hebben nog enkele weken onder de blote hemel moeten slapen. Daarna kregen ze een voorlopig onderdak in een rijschool. Intussen werden er tenten opgezet. Deze tenten werden enkele weken later al door een zware storm vernield, zodat de gevangenen opnieuw onder de blote hemel moesten slapen.
Begin 1915 werden er ook Belgische krijgsgevangenen vanuit het kamp in Münster naar hier verhuisd. Vanaf dan werden de gevangenen ook opgeëist voor allerlei karweien. Zo werd de rodelbaan in het Soltauer Böhmewald door de krijgsgevangenen aangelegd. Naast taken in nabijgelegen fabrieken werden ze vooral ingezet bij het ontginnen van de heide. Sommige gevangenen kwamen als werknemer bij landbouwers uit de buurt, waar ze beter behandeld werden en ook meer te eten kregen.
De meeste krijgsgevangenen waren militairen. Toch kwamen er ook burgers terecht. Zo werden in augustus 1914 ook leden van de burgerwachten gevangengenomen en naar Duitsland afgevoerd. In augustus 1914 werden de 136 burgerwachters van Tervuren op transport gesteld naar Soltau. De burgerwachten maakten dus de hierboven beschreven ellendige beginperiode van het kamp mee. Eind januari 1915 werden ze dan toch terug in vrijheid gesteld. De repatriëring was uitputtend voor deze door de kampomstandigheden al verzwakte mannen: van de Tervuurse burgerwacht alleen al stierven er acht leden in de eerste maanden na de thuiskomst.